# Paolo Serra (generale)
Paolo Serra (Torino, 7 aprile 1956) è un generale italiano.

## Biografia
Ha frequentato l'Accademia Militare di Modena; si è laureato in scienze strategiche all'Università degli Studi di Torino e ha conseguito il Master presso lo US Army War College di Carlisle (Pennsylvania-USA).
Ufficiale degli alpini, dal 1982 al 1987 comanda la compagnia controcarri taurinense facente parte della Forza Mobile della Nato nelle annuali esercitazioni in Norvegia e Danimarca, nel 1987 partecipa alla Seconda spedizione italiana in Antartide, nel 1994 assume il comando del battaglione "Susa" del 3º Reggimento alpini a Pinerolo.

Nel 2000, al comando del 9º Reggimento alpini, guida il Contingente nell'Operazione Joint Guardian in Kosovo.
Dal 2005 al 2007 ha ricoperto l'incarico di Addetto militare per l'Esercito presso l'Ambasciata d'Italia negli Stati Uniti; al rientro in Italia ha assunto il comando della Brigata alpina "Julia" e della Multinational Land Force (italo-slovena-ungherese) a Udine.

Da ottobre 2008 ad aprile 2009 comanda la Regione occidentale dell'Afghanistan sotto l'egida della missione NATO ISAF.
Promosso generale di divisione, da maggio 2009 diviene Capo di Stato Maggiore del Corpo di reazione rapida della NATO (NRDC-ITA).

Da ottobre 2010 è a capo del IV Reparto logistico e del Dipartimento per la trasformazione terrestre dell'Esercito.
Il 2 gennaio 2012 il Segretario Generale delle Nazioni Unite Ban Ki-moon lo ha nominato Comandante della forza e Capo della Missione UNIFIL in Libano; ha assunto l'incarico il 28 gennaio succedendo al generale spagnolo Alberto Asarta Cuevas.
Termina la Missione ONU il 24 luglio 2014 ed il 28 assume il nuovo incarico di Consigliere del Rappresentante Permanente Italiano alle Nazioni Unite, a New York.
Nel novembre 2015 sempre Ban Ki-Moon lo ha designato quale Consigliere Militare di Martin Kobler, Rappresentante Speciale del Segretario Generale ONU per la risoluzione della crisi in Libia.
Il 14 dicembre 2017 è diventato Comandante del Comando Forze Operative Nord (COMFOPNORD), struttura che accorpa tutte le funzioni operative, infrastrutturali e territoriali della Forza Armata del centro e nord Italia. Il 5 luglio 2018, a seguito della scelta effettuata a fine febbraio di lasciare anticipatamente il Servizio ove non gli fosse stato assegnato un incarico di vertice, cede il comando al Gen. C.A. Amedeo Sperotto e termina la carriera.

## Onorificenze

### Onorificenze straniere
- Medaglia per la Pace (Slovenia)
- Medaglia di Cooperazione militare (Ungheria)
- Croce di benemerenza per la Pace (Brasile)